# Помонята
Помонята (укр. Помонята) — село в Рогатинской городской общине Ивано-Франковского района Ивано-Франковской области Украины.
Население по переписи 2001 года составляло 875 человек. Занимает площадь 9,324 км². Почтовый индекс — 77032. Телефонный код — 03435.

## Известные уроженцы
- Федорцева, Софья Владимировна (1900—1988) — украинская советская актриса театра и кино, народная артистка Украинской ССР (1946).